# پادشاهان آسمانی
پادشاهان آسمانی (انگلیسی: The Heavenly Kings) یک فیلم مستند در ژانر موزیکال به کارگردانی دانیل وو است که در سال ۲۰۰۶ منتشر شد.

## بازیگران
- جکی چان
- جسی چان
- جکی چیانگ
- استیون فانگ
- جوسی هو
- الا کون
- کارن موک
- نیکلاس تسه
- دانیل وو
- میریام یانگ